# Park Rataje
Park Rataje – drugi pod względem powierzchni poznański park (po parku Cytadela), położony na Ratajach, na pograniczu osiedli administracyjnych Rataje i Żegrze w Poznaniu.

## Opis
Park został oddany do użytku w grudniu 2018 roku. Budowę parku na zlecenie spółki Poznańskie Inwestycje Miejskie zrealizowało przedsiębiorstwo Skanska. Miasto Poznań otrzymało na ten cel dofinansowanie w ramach Programu Operacyjnego Infrastruktura i Środowisko 2014–2020.
Park położony jest pomiędzy osiedlami: Jagiellońskim, Rzeczypospolitej, Bohaterów II Wojny Światowej, Polan i Powstań Narodowych. Obszar parku podzielono na dziewięć stref tematycznych:
- strefa A – tzw. but jeden (wzdłuż ul. Kruczej, os. Rzeczypospolitej)
- strefa B – tzw. but dwa (pomiędzy os. Jagiellońskim, a os. Rzeczypospolitej)
- strefa C – obszar pomiędzy os. Powstań Narodowych, a os. Rzeczypospolitej
- strefa D – tzw. aleja drzew pamięci
- strefa E – ścieżka kolei średzkiej
- strefa F – ciąg komunikacji pieszej
- strefa G – skansen Średzkiej Kolei Powiatowej
- strefa H – „ogród zmysłów”
- strefa J – terenowy park rowerowy[6]

## Strefy parku
Strefa A
Strefa została obsadzona zielenią niską (trawniki, rabaty kwiatowe, łąki kwietne), średniowysoką (krzewy ozdobne) i wysoką (szpalery drzew wzdłuż ścieżek). Tereny zieleni poprzecinane zostały ścieżkami dla pieszych i drogą rowerową. W zakolach dróg i pod pergolami ustawiono ławeczki. W miejscu centralnym całego parku, w pobliżu kościoła NMP, znajduje się główny plac z fontanną.
Na mapach: 52°23′04,6″N 16°56′53,9″E/52,384611 16,948306
Strefa B
W strefie urządzono dwa obszary przeznaczone dla wypoczynku.
Na mapach: 52°23′21,0″N 16°56′57,9″E/52,389167 16,949417
Strefa C
Strefa jest połączeniem strefy A i strefy B, a zarazem aktywną strefą rekreacji z siłownią zewnętrzną, placem typu street workout oraz torem parkour.
Na mapach: 52°23′15,0″N 16°57′10,5″E/52,387500 16,952917
Strefa D
Na obszarze strefy przebiega ścieżka piesza i rowerowa obsadzona szpalerem drzew po obu jej stronach. Wzdłuż ścieżki urządzono dwa zespoły rekreacyjnych placyków z ławeczkami, stolikami do gier planszowych.
Na mapach: 52°23′06,4″N 16°57′15,8″E/52,385111 16,954389
Strefa E
W strefie odtworzono ślad torów kolejowych Średzkiej Kolei Powiatowej upamiętniający ich historyczny przebieg, w formie zaznaczenia odmienną kolorystycznie kostką brukową w nawierzchni chodnika.
Na mapach: 52°23′07,1″N 16°57′27,2″E/52,385306 16,957556
Strefa F
W strefie położony jest ciąg komunikacyjny składający się z drogi dla pieszych i drogi rowerowej.
Na mapach: 52°23′11,1″N 16°57′34,8″E/52,386417 16,959667
Strefa G
W strefie urządzono skansen Średzkiej Kolei Powiatowej. Odtworzono jedną ze stacji kolei (usytuowaną w historycznej lokalizacji) z peronem przy którym eksponowana jest lokomotywa parowa TKt48-130 (normalnotorowa) z wagonem restauracyjnym i wąskotorowa lokomotywa parowa typu Baziel. Parowozy odbudowano w Swarzędzu. W parku ustawiono szlabany, kolejowe urządzenia techniczne i wskaźniki kolejowe. Umieszczono dodatkowo tablice informujące o historii kolei średzkiej.
Na mapach: 52°23′04,1″N 16°57′19,0″E/52,384472 16,955278
Strefa H
Na obszarze strefy znajduje się tzw. „ogród zmysłów” składający się z czterech ogrodów tematycznych i ścieżki sensorycznej:
- ogrodu szumiących traw (przeznaczonemu zmysłowi słuchu), który tworzą trawy: miłka okazała, kostrzewa (April Green i Pit Carlit), miskant, sesleria, ostnica, trzcinnik ostrokwiatowy, turzyca (Silver Sceptre i Snowline), proso rózgowate;

- ogrodu krzewów owocowych (przeznaczonemu zmysłowi smaku), który tworzą krzewy: agrest, malina (Polana), aronia czarna, jeżyna, pigwowiec japoński, jagoda kamczacka, porzeczka biała, porzeczka czerwona i porzeczka czarna;

- ogrodu bylin, roślin okrywowych i płożących (przeznaczonemu zmysłowi wzroku), który tworzą rośliny: lawenda, jastrzębiec, kocimiętka, goździk postrzępiony, floks szydlasty, ubiorek wiecznie zielony, zawciąg nadmorski (Rosea), bodziszek biały (odmiana bodziszka czerwonego o białych kwiatach), nachyłek;

- ogrodu ziół (przeznaczonemu zmysłowi węchu), który tworzą: szałwia, mięta pieprzowa, melisa lekarska, cząber, lubczyk, rozmaryn lekarski, estragon, tymianek pospolity, lebiodka pospolita;

- ścieżki sensorycznej (przeznaczonej zmysłowi dotyku), gdzie ułożono nawierzchnie z płyt betonowych, kory, otoczaków, piasku, bruku drewnianego i nawierzchnię mineralno-żywiczną[9].

W strefie znajduje się także polana rekreacyjna z hamakami i leżakami, polana piknikowa, łąka kwietna, integracyjny plac zabaw przystosowany dla dzieci niepełnosprawnych, a także stoliki do gry, m.in. w szachy.
Na mapach: 52°23′04,4″N 16°57′26,0″E/52,384556 16,957222
Strefa J
W strefie znajduje się terenowy park rowerowy z torem przeszkód przeznaczonym do jazdy rowerami krosowymi, a także terenowa ścieżka piesza.
Na mapach: 52°23′07,0″N 16°57′33,1″E/52,385278 16,959194

## Siedlisko ropuchy zielonej
Na obszarze strefy E, na terenie dodatkowo włączonym do parku utworzono trzy stawy, które stanowić będą miejsca przebywania ropuchy zielonej.

## Galeria

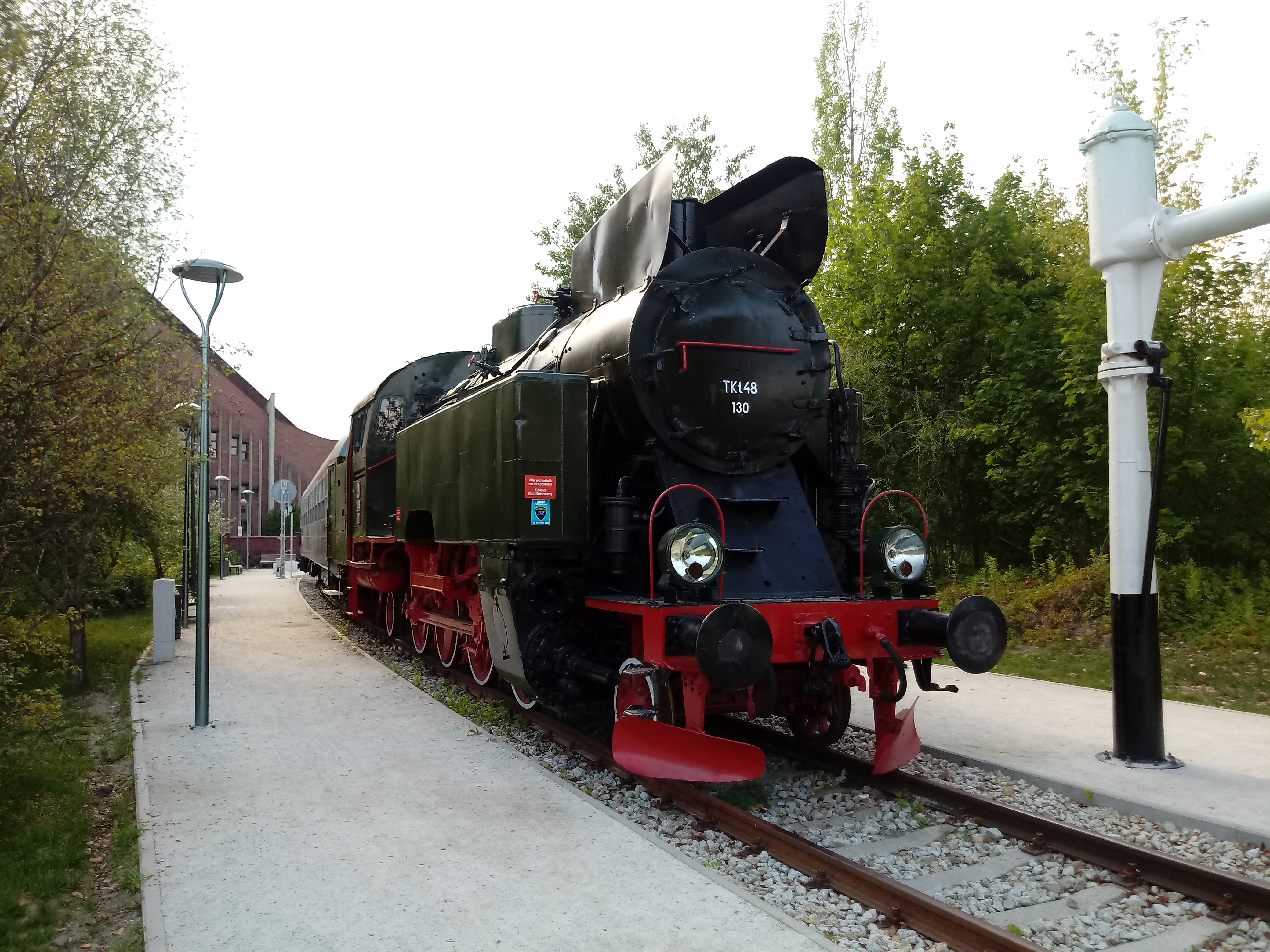
Lokomotywa parowa TKt48-130
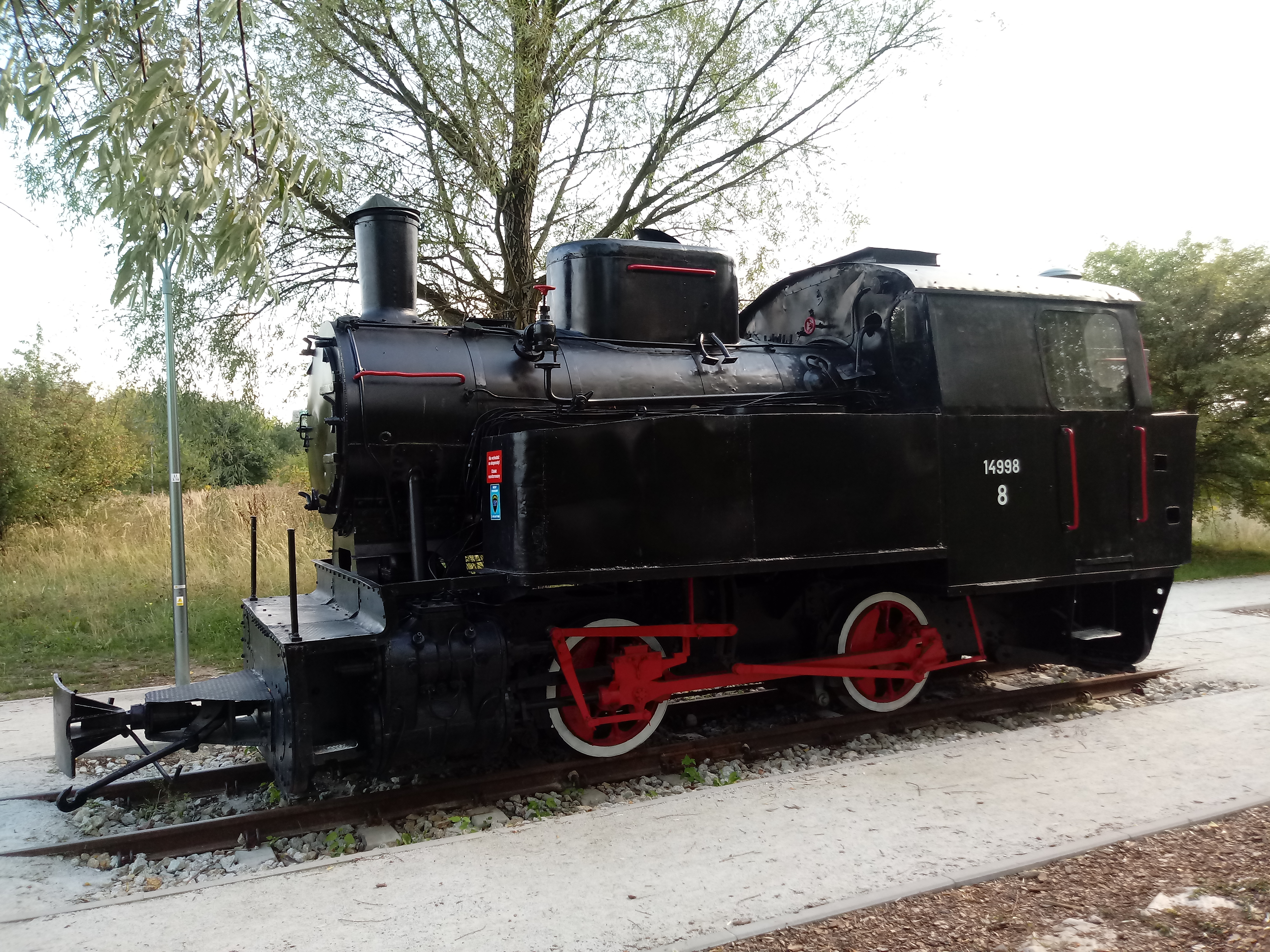
Lokomotywa parowa typu Baziel (wąskotorowa)
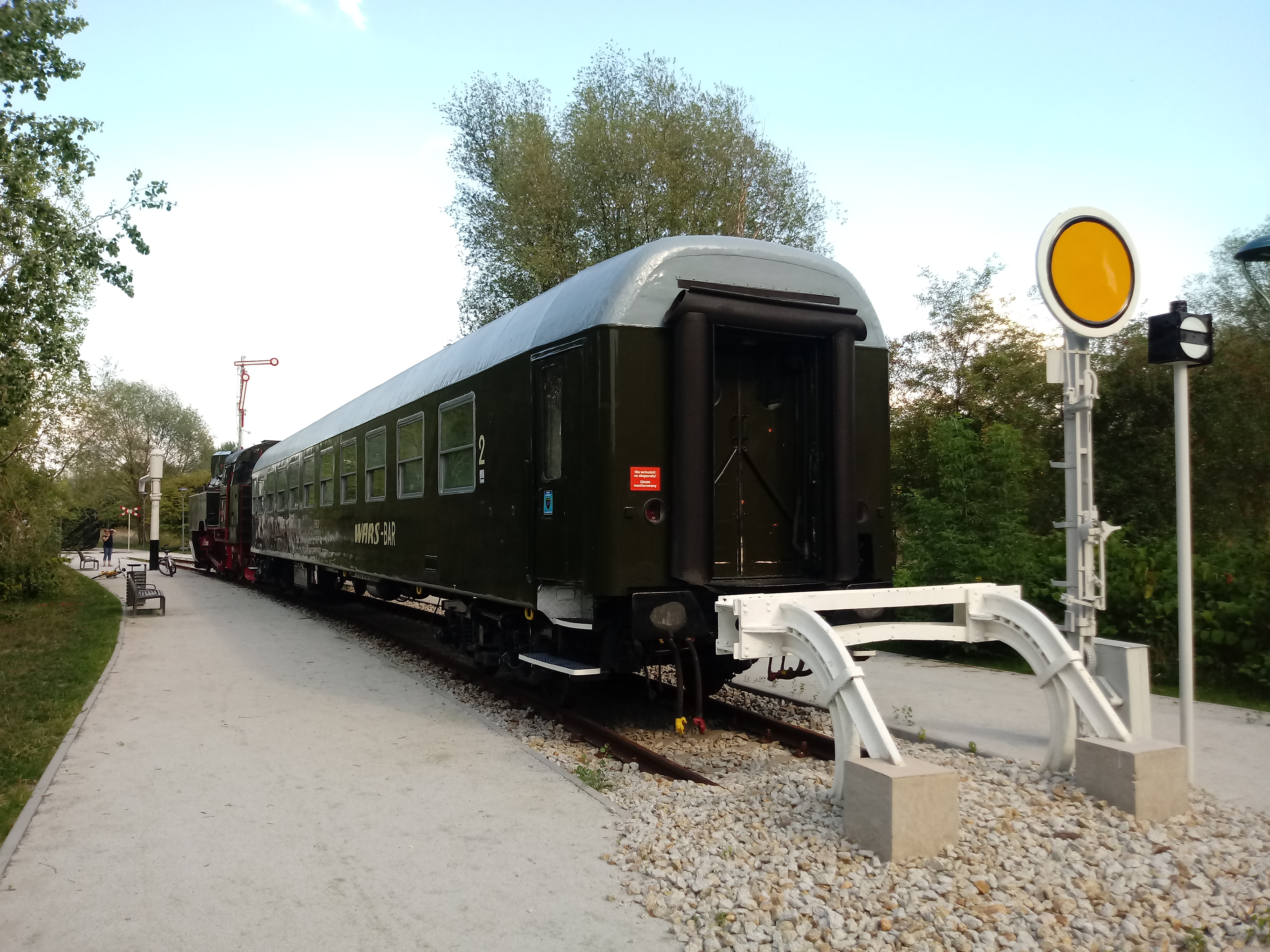
Wagon restauracyjny
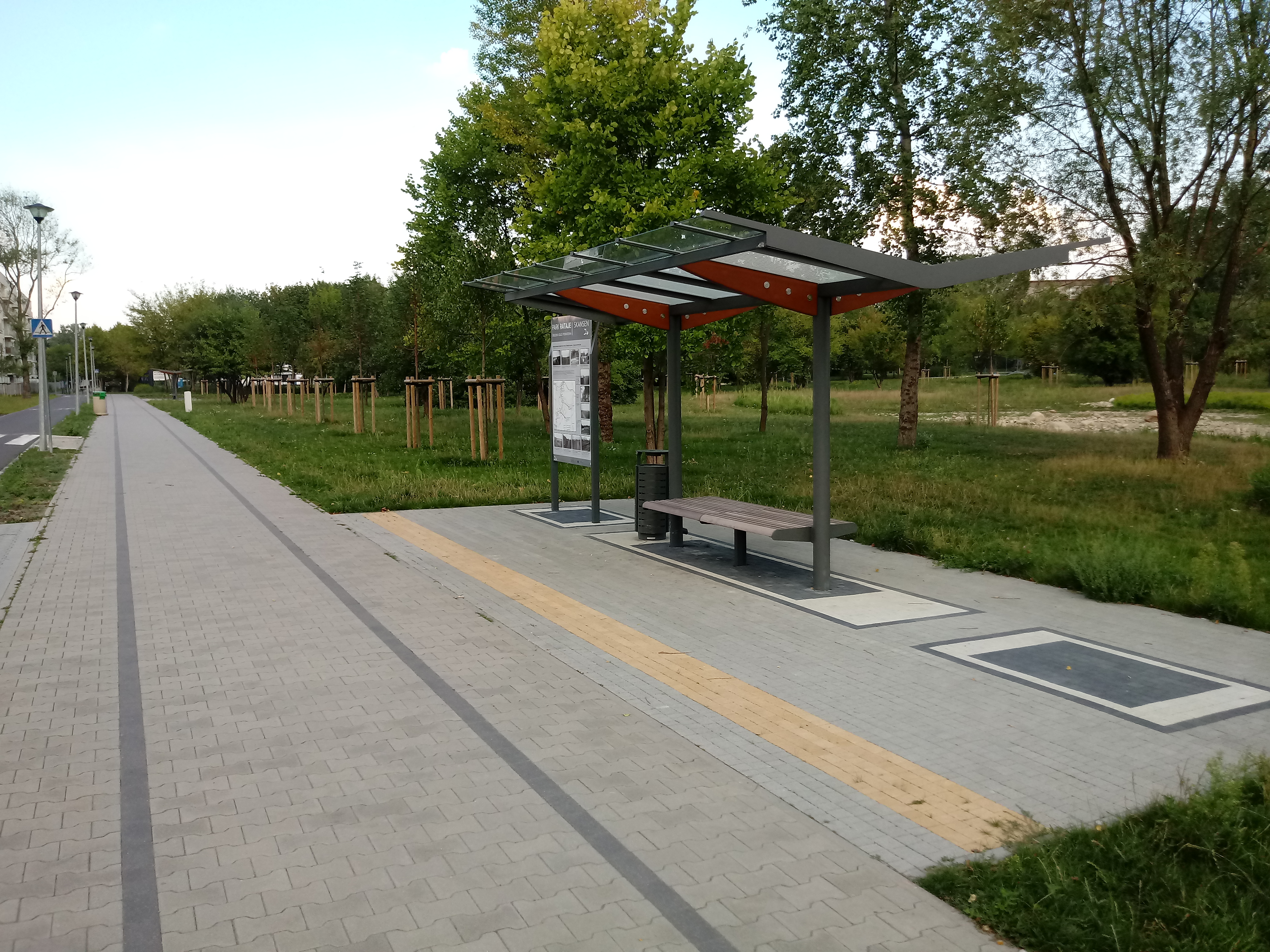
Widoczny zaznaczony ślad nieistniejących torów ŚKP i współczesna rekonstrukcja dawnego przystanku kolejowego
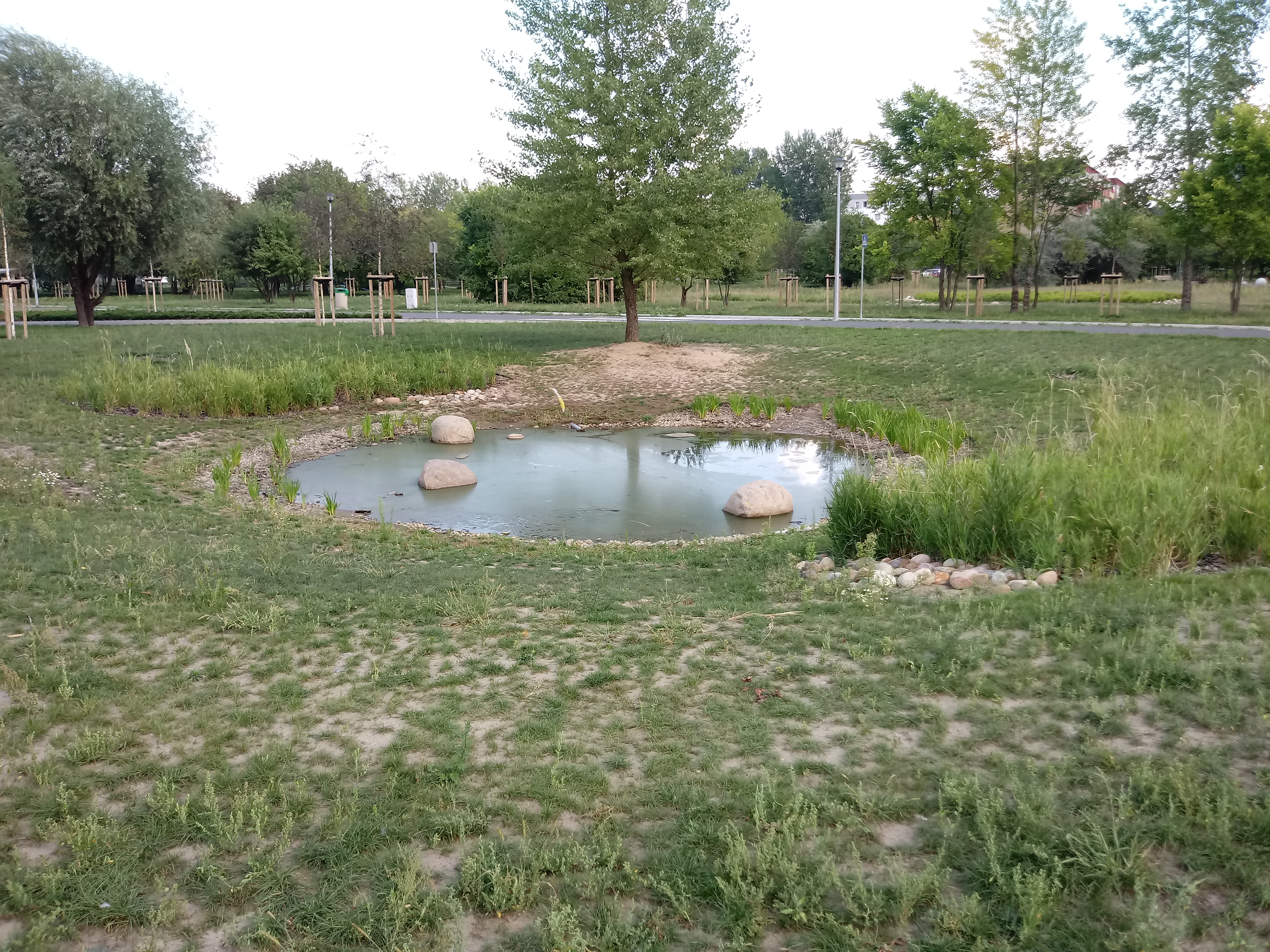
Staw na terenie parku, siedlisko ropuchy zielonej